# Éthiopiques (revue)
 (juillet 2019).
Pour les articles homonymes, voir Éthiopiques.
Éthiopiques est une revue culturelle sénégalaise de langue française, à vocation panafricaine, créée en 1975 par Léopold Sédar Senghor et éditée par la Fondation Senghor.

## Titre de la revue
Le nom de la revue constitue une référence aux poèmes de Senghor rassemblés dans un recueil intitulé Éthiopiques, publié en 1956. Le poète s'est expliqué sur ses objectifs dans l'éditorial du premier numéro.
D'abord sous-titré Revue socialiste de culture négro-africaine, le périodique a adopté par la suite une nouvelle définition, « Revue négro-africaine de littérature et de philosophie ».
Quoiqu'édité à Dakar, le titre se veut panafricain.

## Histoire
Le premier numéro est sorti en janvier 1975. Trimestrielle de 1975 à 1988, la parution de la revue est devenue semestrielle en 1989. Senghor en était le rédacteur en chef et l'un des principaux collaborateurs.
La totalité des articles était consultable en ligne, mais est actuellement indisponible. Actuellement (2019), le directeur de la publication est Basile Senghor et le directeur de la rédaction, Bassirou Dieng. La Fondation Senghor est dirigée par Raphaël Ndiaye.